# Gungnir (videojuego)
Gungnir, subtítulado en Japón como "Inferno of the Demon Lance and the War of Heroes" (グングニール -魔槍の軍神と英雄戦争- Gunguniru: Masou no Gunjin to Eiyuu Sensou?), es un videojuego de rol táctico para PlayStation Portable, desarrollado por Sting Entertainment y publicado por Atlus. Es el capítulo IX de la serie Dept. Heaven, y publicado en Japón el 19 de mayo de 2011 después de dos años de desarrollo y en Norteamérica el 12 de junio de 2012. En regiones PAL solo en descarga el 13 de febrero de 2013.

## Jugabilidad
Gungnir tiene tres pantallas, aparte de las de menú principal y de título:
- Pantalla de evento: pantalla en donde aparece las conversaciones, dirección, fecha y hora.
- Pantalla de batalla: pantalla en donde se desarrolla las batallas.
- Pantalla de descanso: pantalla en donde se desarrolla la estrategia antes de iniciar batalla.

Los personajes usan como máximo 5 objetos, uno o dos de ellos debe ser armas y no puede equipar más allá de su peso permitido.
También cuenta con un selector de dificultades al empezar la partida.
Hay 12 clases de personajes genéricos: Garrison, Asesina, Trickster, Artillero, Lanzador, Conjuradora, Paladín, Rompedor, Venereo, Arquero, Sacerdotisa y Bruja. Los personajes dentro de la historia cuentan con sus clases propias. Además, cuenta con 8 tipos de monstruos: Harpía, Esqueleto, Mandrágora, Ondina, Pixie, Vampiro, Golem y Cañón a rieles.

### Descanso
En esta pantalla, muestra la dirección, fecha y hora, en donde las opciones son: Taberna (reclutar o destituir personajes), Tienda (compraventa de objetos), Campamento (reclutar personales), Alquimia (Mejora o destrucción de objetos), Tropas (altera el equipamiento de los personajes) y Partida (se inicia una nueva batalla). Además, se informa que personajes son eliminados (ya sea por ataques o por agua muy profunda o acantilado) o reclutados en la batalla anterior. Nuevos personajes genéricos para reclutar aparecen en el Campamento. También se puede reclutar en la taberna pagando el costo en dinero y arma adjunto. Al cambiar de pantalla de descanso al menú principal, se puede cambiar opciones, ver páginas de tutorial y guardar partida. También es posible cambiar opciones en la pantalla de título. El tope es de 10 personajes genéricos; Giulio y los demás personajes dentro de la historia no cuentan de este tope. Al igual que Knights in the Nightmare, en el menú Alquimia, es posible mejorar armas (hasta +9) usando cristales y destruir los demás objetos para obtener cristales.

### Batalla
En esta pantalla, muestra un mapa 3D, mostrando una perspectiva isométrica al principio. Los personajes son mostrados como sprites. Los bandos muestran su barra TP (llamado barra Tactics), que aumenta con el movimiento y se reduce con las acciones. La barra TP también se utiliza para parar el tiempo y saltar los turnos.
EL jugador elige uno de tres candidatos a "Ace" y un grupo de hasta 6 personajes en total, contando al "Ace".
Mientras que no haya turno de jugador o enemigo, aparece la fecha y hora, junto con un crónometro. Lo mismo ocurre si el jugador elige parte del terreno en vez de su personaje.
Al cambiar de tiempo (Día ←→ Noche), aparecerá los resultados parciales, además de fecha y hora y si uno de los personajes del jugador causó mayor daño.
El sistema utilizado es ATB, en donde muestra su N.º en vez de una barra. Un icono de personaje en la esquina inferior derecha de la pantalla indica el turno enemigo, la letra P indica el del jugador y el icono de personaje junto con su N.º en la esquina inferior izquierda de la pantalla indica su tiempo de carga. Usando un personaje sin llegar a 0 en su icono hace que pierda VIT.
Atacando a un enemigo en solitario no usa TP, mientras que en grupo de hasta 4 personajes soporte y 4 personajes atacantes gasta 1 TP por soporte y 2 TP por atacante.
También es posible atacar a cajas o cristales. Si se destruye una caja, aparecerá un objeto que es recogido por cualquier personaje o enemigo. Si ataca al cristal, caerá un fragmento cercano al cristal y al atacante.
Si el HP de un personaje cae a 0, puede morir o, si sobrevive, abandona el campo inmediatamente. Los personajes que abandonan el campo con HP 0 pierde uno de sus objetos que cae en su reemplazo y aumentan su N.º de heridas, que hace reducir su VIT, y con ella, su HP MAX. Ese N.º se reduce con la victoria del jugador posterior a la de que produjo la herida. Si un personaje muere, los otros personajes pueden ver los objetos y coger uno de ellos antes de desaparecer el personaje muerto.  Los personajes que abandonan el campo con HP disponible, si entra al cuadro de flecha verde (los enemigos en el de flecha roja), es remplazado por otro gastando 4 TP. En ambos casos solo están disponibles en la siguiente batalla (los eliminados, ahogados y que cayerón al agujero no).
Advertencia: Un personaje puede contar como eliminado o desterrado si, al recibir un ataque de retroceso:
- Cae al agujero (ej: acantilados en mapas de montaña) (Unidades voladoras pueden lidiar el problema)
- Cae al agua con profundidad menor o igual a -2 cuadras (Unidades voladoras y acuáticas pueden lidiar el problema)
- Se sale del terreno del juego (no incluye retiradas hechas por el jugador)

En todos los casos, se perderán a los personajes para siempre con arma y todo, sin importar la cantidad de HP disponible.
Para que el juego sea más realista, ciertos ataques con magia req. tiempo para conjurarlos, mientras que los ataques de alcance suelen ser interrumpidos por otros personajes o por cajas o parte del terreno. Si un personaje baja más allá del N.º de salto (por movida o por recibir ataque de retroceso), recibirá daño por caída y automáticamente cambia a espera. Los personajes dormidos recuperan HP, los convertidos en piedra reciben daño 1, en ambos casos quedan inmovilizados, los personajes envenenados pierden HP debido al veneno, los personajes quemándose pierden HP si un ataque o conjuro provoca el incendio y si un personaje quemándose, al recibir un ataque de retroceso, golpea a otro, también se quemará. En el tutorial dentro del juego se encuentra un listado completo de estos y otros cambios de estados.
Los objetivos cambian en cada mapa. Por lo general, el jugador pierde si su "Ace" fuese eliminado o si se acaba el tiempo (cada mapa tiene fecha y hora límite para terminar la misión). Si ocurre un game over, puede elegir por reintentar o por reiniciar partida.
Si el jugador gana la batalla, solo podrá obtener hasta 3 estrellas: Una por ganar rápidamente, otra por no hacer reintentos y una tercera por evitar que sus personajes mueran o se retiren. Mientras más estrellas junten los jugadores en la batalla actual, más posibilidades de que aparezcan cofres en la siguiente batalla.
Además, al obtener el arma Gungnir, a cambio de todos los TP, puede invocar una bestia una vez por batalla, 5 en total.

## Argumento
Developed by Sting
Dept. Heaven Episodes IX
Gungnir
Introducción del juego

Año 983, Gargandia. Todo empezó cuando Giulio ataca a una caravana. En ella, aparece una chica Alissa, que fue rescatada tras el asedio. 15 años atrás, existió un conflicto entre Daltania y Leonica, junto con la "Masacre de Espada". Los daltanios, intentan capturar a la chica desaparecida en Esperanza, pero antes de que Giulio sea eliminado, aparece la lanza, junto con la valquiria Elise. Cuando Giulio reclama la lanza diabólica, Gungnir, empieza la retirada de los daltanios. Gracias a eso, Giulio, junto con los demás compañeros, empiezan la rebelión, creándose el ejército de liberación de Esperanza. Este es el comienzo de la historia.

## Desarrollo
Detalles de Gungnir y su desarrollo aparecieron inicialmente en el blog de JaJa el mayo de 2009 cuyo nombre clave era "9th".  Existierón 34 entradas durante mayo y junio acerca de desarrollo y arte, pero el blog de JaJa fue silenciado después de esa fecha. Inicialmente, Sting iba a publicar el juego el 2010, pero se estaba desarrollando en ese plazo la versión de DS de Yggdra Unison, Hexyz Force, la versión de PSP de Knights in the Nightmare y Blaze Union, lanzados respectivamente desde finales de 2009 hasta mediados de 2010, lo que generó un retraso en el desarrollo de este juego.
El 2011, el juego fue anunciado por Famitsu, seguido por el sitio oficial de Sting y alojado por Atlus. El 24 de febrero de 2011, según el blog de JaJa, en su primer post se confirmó que Gungnir forma parte de Dept. Heaven como el capítulo IX. JaJa no actualizó su primer post hasta 2 años después debido a que Sting contrató a varias personas que no son de su empresa, lo cual puede originar problemas si su secreto llegase a voces.
El 2012, Atlus anunció su versión en inglés para Norteamérica y fue publicado el 12 de junio de 2012.

## Recepción
Gungnir tuvo revisiones mixtas. Tech-Gaming detectó cambios en el sistema de batalla que diferencia de otros juegos de rol táctico además de cambios gráficos que ofrece mayor información pero lamentó la laboriosa introducción.